# Gmina Wielichowo
Die Gmina Wielichowo ist eine Stadt-und-Land-Gemeinde im Powiat Grodziski der Woiwodschaft Großpolen in Polen. Ihr Sitz ist die gleichnamige Stadt (deutsch Wielichowo) mit etwa 1750 Einwohnern.

## Geographie

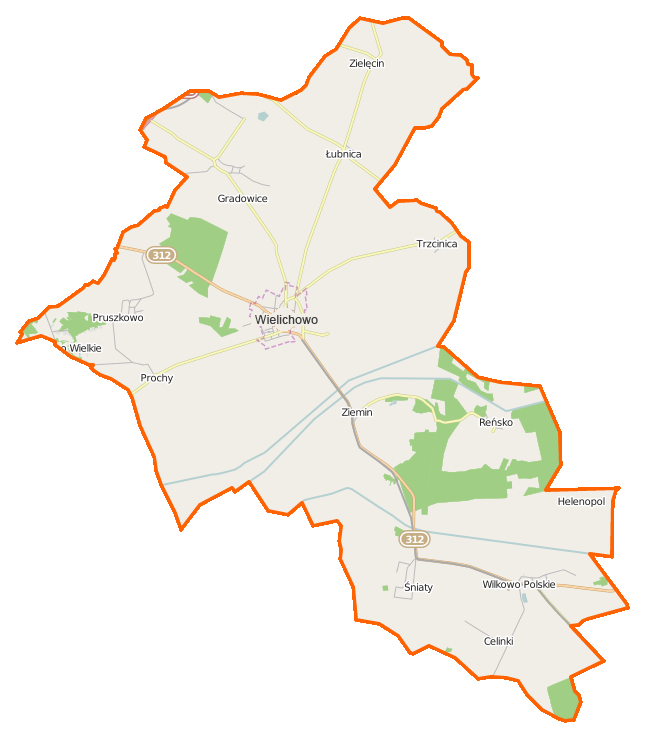
Karte der Gemeinde

Die Gemeinde liegt im Westen der Woiwodschaft, die Grenze zur Woiwodschaft Lebus ist 15 Kilometer entfernt. Die Woiwodschafts-Hauptstadt Posen liegt etwa 45 Kilometer nordöstlich, Leszno (Lissa) etwa 25 Kilometer südlich und die Kreisstadt Grodzisk Wielkopolski (Grätz) fünf Kilometer nördlich. Nachbargemeinden sind die Gemeinden Rakoniewice im Westen und Norden, Kamieniec im Osten, Śmigiel im Südosten sowie Przemęt im Süden.
Auf Gemeindegebiet gibt es kein Fließgewässer von Bedeutung, es wird von drei Kanälen durchzogen, die zur Obra verlaufen.
Die Gemeinde hat eine Fläche von fast 107,4 km², von der 78 Prozent land- und 14 Prozent forstwirtschaftlich genutzt werden.

## Geschichte
Das heutige Gemeindegebiet gehörte, unterbrochen durch die deutsche Besatzungszeit im Zweiten Weltkrieg – Wielichowo erhielt 1943 den Namen Wiesenstadt, von 1919 bis 1975 zum Powiat Kościański der Woiwodschaft Posen mit unterschiedlichem Zuschnitt. – Die deutsche Minderheit wurde nach dem Weltkrieg vertrieben.
Die Landgemeinde Wielichowo wurde 1954 aufgelöst und wiederholt in verschiedene Gromadas umgewandelt. Sie wurde zum 1. Januar 1973 wiederhergestellt. Von 1975 bis 1998 gehörte das Gemeindegebiet zur stark verkleinerten Woiwodschaft Posen. Der Powiat wurde in dieser Zeit aufgelöst. Stadt- und Landgemeinde Wielichowo wurden 1990/1991 zur Stadt-und-Land-Gemeinde zusammengelegt. Diese gehört seit 1999 zur Woiwodschaft Großpolen und zum Powiat Grodziski.

## Gliederung
Zur Stadt-und-Land-Gemeinde (gmina miejsko-wiejska) Wielichowo mit 6935 Einwohnern (Stand 31. Dezember 2020) gehören die Stadt selbst und 15 Dörfer mit Schulzenämtern (sołectwa). Schulzenämter (Einwohnerzahlen vom 31. Dezember 2017):
- Augustowo (94)
- Celinki (98)
- Dębsko (374)
- Gradowice (581)
- Łubnica (745)
- Piotrowo Wielkie (172)
- Prochy (187)
- Pruszkowo (134)
- Reńsko (125)
- Śniaty (632)
- Trzcinica (329)
- Wielichowo-Wieś (302)
- Wilkowo Polskie (908)
- Zielęcin (311)
- Ziemin (201)

Kleinere Ortschaften der Gemeinde sind Helenopol (10, gehört zu Wilkowo Polskie) und der Weiler Mokrzec (zu Gradowice).

## Denkmalgeschützte Sehenswürdigkeiten (Auswahl)
In den Orten der Gemeinde stehen unter anderem unter Denkmalschutz:
- Kirche St. Nikolaus in Prochy, 2. Hälfte des 18. Jahrhunderts[7]
- Denkmalzone, historische Anlage der Stadt Wielichowo[8]
- Schloss (1897)[9] mit Park (19. Jh.) in Wielichowo[10]
- Schlossgut/Vorwerk in Wielichowo mit Haus des Verwalters, Speichern, Nebengebäuden, Brennerei, Ende des 19. Jahrhunderts[11]
- kleine Holzkirche in Zielęcin, Ende des 17. Jahrhunderts.[12]

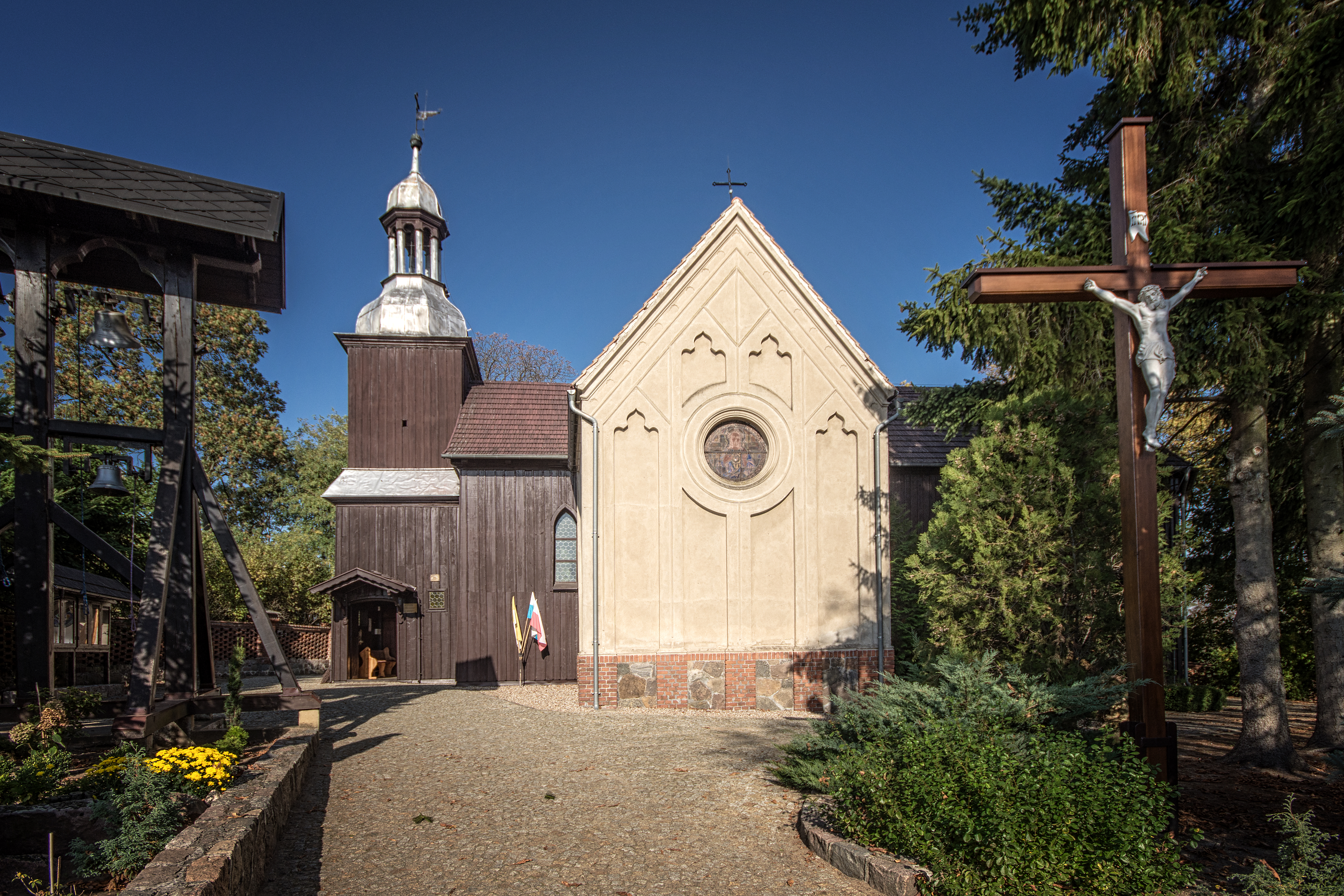
Kirche in Prochy
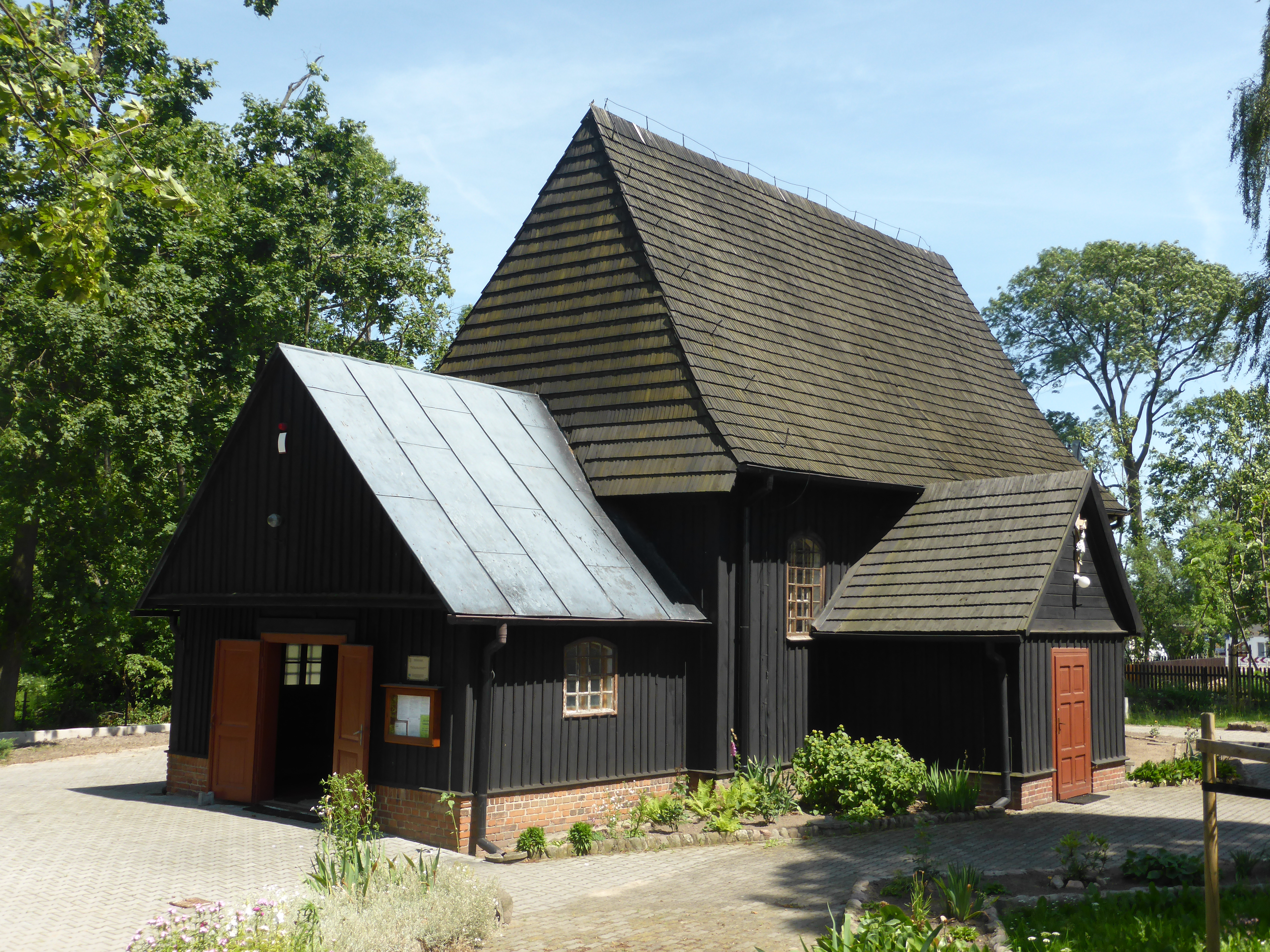
Holzkirche in Zielęcin
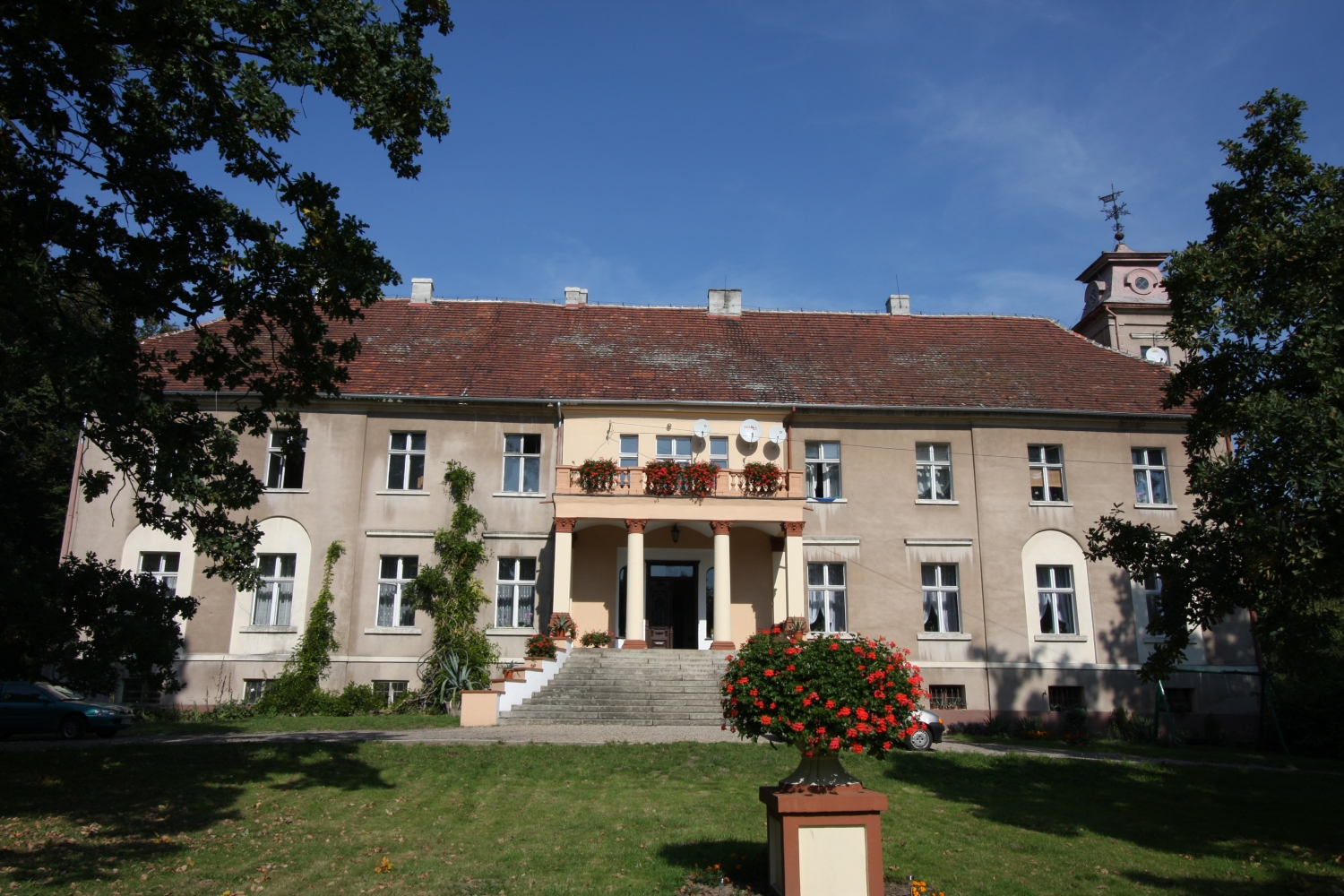
Schloss in Wielichowo
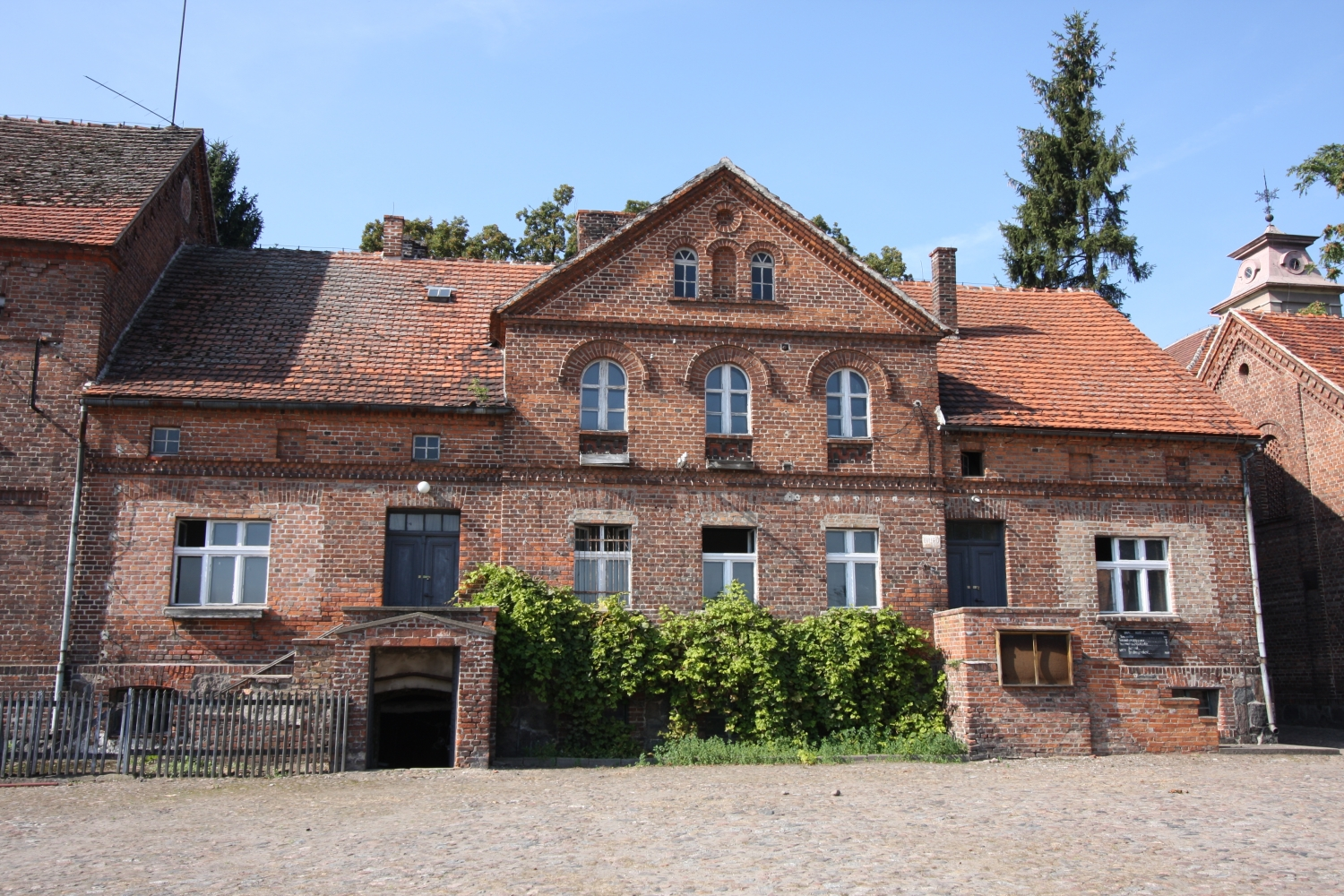
Schlossgut in Wielichowo

## Verkehr
Die Woiwodschaftsstraße DW312 führt von Rakoniewice (Rakwitz) im Nordwesten über Wielichowo nach Czacz (Schatz) im Südosten, wo sie die Landesstraße DK5 erreicht.
Der nächste Bahnhof befindet sich im Dorf Rakoniewice in der Nachbargemeinde. Die Strecke führt von Wolsztyn in die Kreisstadt Grodzisk Wielkopolski.
Der nächste internationale Flughafen ist Poznań-Ławica.